# سامانتا اگار
ویکتوریا لوئیز سامانتا الیزابت تریسا اگار (انگلیسی: Victoria Louise Samantha Marie Elizabeth Therese Eggar؛ زادهٔ ۵ مارس ۱۹۳۹) هنرپیشه و دوبلور اهل بریتانیا است.

## جوایز و افتخارات
- برنده جایزه گلدن گلوب بهترین بازیگر زن فیلم درام (۱۹۶۵) بخاطر فیلم گردآورنده
- برنده جایزه بهترین بازیگر زن جشنواره فیلم کن بخاطر فیلم گردآورنده
- نامزد جایزه اسکار بهترین بازیگر نقش اول زن (۱۹۶۵) بخاطر فیلم گردآورنده

## زندگی شخصی
ایگار دارای تابعیت دوگانه بریتانیا و آمریکا است.  او بازنشسته است و در لس آنجلس اقامت دارد. 

## بخشی از فیلم‌شناسی
از فیلم‌ها یا برنامه‌های تلویزیونی که وی در آن نقش داشته‌است می‌توان به آثار زیر اشاره کرد.
- بازگشت از خاکستر (۱۹۶۵)
- گردآورنده (فیلم ۱۹۶۵) (۱۹۶۵)
- دکتر دولیتل (فیلم ۱۹۶۷) (۱۹۶۷)
- امر غریب (فیلم) (۱۹۷۷)
- یورش بزرگ (۱۹۷۸)
- فرزندان (فیلم ۱۹۷۹) (۱۹۷۹)
- دمونوید (فیلم) (۱۹۸۱)
- پرده‌ها (فیلم ۱۹۸۳) (۱۹۸۳)
- عشق میان دزدان (۱۹۸۷)
- شبح (فیلم ۱۹۹۶) (۱۹۹۶)
- هرکول (فیلم ۱۹۹۷) (۱۹۹۷)
- همسر فضانورد (۱۹۹۹)
- ستوان کلمبو (۱۹۷۷)
- هاوایی فایو-او (۱۹۷۸)
- مولی مگوایرز (۱۹۷۰)
- داستان‌های باورنکردنی (سریال تلویزیونی) (۱۹۸۵)
- پیشتازان فضا: نسل بعدی (۱۹۹۰)